# Апостол, Даниил Павлович
Дании́л Па́влович Апо́стол (прижизненное написание имени — Данила Апостол, укр. Данило Апостол, рум. Dănilă Apostol; 14 декабря 1654, Великие Сорочинцы, Миргородский полк, Войско Запорожское, Русское царство — 28 января 1734 года, Великие Сорочинцы, Миргородский полк, Киевская губерния, Российская империя) — миргородский полковник, гетман Войска Запорожского, с 1727 года по 1734 год, один из инициаторов и авторов указа несовершеннолетнего императора Петра II, известного как «Решительные пункты».
Родоначальник русского дворянского дома Апостолов, после пресечения преемственности по мужской линии получившего дозволение создать сдвоенную фамилию — Муравьёв-Апостол.

## Происхождение
Отец Данилы Апостола Павел Ефремович (умер в 1678 году). Павел Ефремович был родом из Молдавии, он переселился к казакам Войска Запорожского и в период восстания Хмельницкого в 1653 году женился на казачке Марии Лесницкой, дочери миргородского полковника Григория Лесницкого. В 1654 году, через полтора месяца после вступления Войска Запорожского в подданство Русского царства, у них родился сын Даниил. Позднее Павел Апостол стал миргородским полковником. В 1659 году, после Конотопской битвы Павел Ефремович возглавлял оборону Гадяча от войск пропольского гетмана Ивана Выговского и крымского хана, чем заслужил доверие со стороны русского царя.

## Биография
В 1683, после смерти отца, Даниил Апостол стал Миргородским полковником. Гетман Иван Самойлович сказал по этому поводу: «в Миргороде после отца сын полковником». Мазепа, достигши гетманства, какое-то время преследовал Апостола как приверженца своего предшественника Самойловича и лишил его звания, хотя и не надолго, так как в 1693 году он снова является миргородским полковником, посланным Мазепой вместе с другими полковниками преследовать Петрика — войскового канцеляриста. Петрик Иваненко бежал в Крым и, объявив себя гетманом, совершал набеги на Малороссию вместе с татарами из Едисанской Орды и небольшой группой запорожцев, которых Петрик переманил на свою сторону. Апостол боролся с ним весьма успешно на протяжении трёх лет и не раз разбивал его: так, в 1693 году Апостол разбил татар Иваненко на реке Ингул.
В первом Азовском походе Апостол был послан с казаками овладеть турецкими крепостями близ устий Днепра; поход окончился весьма удачно, но Мазепа, не любивший Апостола, не послал его с вестями в Москву, так как полагал, что посланцы будут щедро одарены Петром, что и действительно случилось. Апостол и гадяцкий полковник Борухович в 1696 году разбили крымского хана, снова ворвавшегося на Украину вместе с Петриком, на реке Ворскле, при Соколке. Авантюрист Петрик в этом сражении был убит. В 1697 году Мазепа, отправляясь на защиту завоеванных татарских крепостей, оставил Апостола наказным гетманом.
В 1700 году Апостол отправлен на шведскую границу к наказному гетману полковнику Обидовскому, по смерти которого принял его звание.
В 1701 году, под начальством Б. П. Шереметева, Апостол участвовал в походе на Лифляндию и в сражении при Эретсфере, а затем вернулся на Украину.
В 1704 году Апостол отправлен в Польшу с 3000 казаков на помощь королю Августу II, где действовал весьма успешно, не раз разбивая неприятельские отряды. Перед занятием Варшавы Августом Апостол рассеял неприятельский отряд в 760 человек, взял в плен 300 шведов и способствовал изгнанию из Варшавы шведского генерала Арвида Горна. Вскоре он вместе с Мировичем самовольно вернулся на Украину, так как не выносил жестокого обращения Паткуля, который бил палками «непонятных», отбирал лошадей у товарищества и учил пешему строю по-немецки, — а между тем, будучи сперва под начальством генерала Брандта, жил с ним мирно, и с ним было «мило жить и умереть» (письмо Апостола к Мазепе).
В 1706 году Апостол послан на выручку Мировича, сидевшего в Ляховичах, окруженного шведами, но не поспел на помощь вовремя (как полагал Костомаров, по умыслу Мазепы), да кроме того, был разбит шведами под Клецком.

В деле Кочубея и Искры Апостол обвинялся в том, что сообщил Кочубею о намерении Мазепы убить Петра, и если бы донос удался, то Кочубей и Искра намерены были устроить получение Апостолом гетманской булавы. Сначала упорно обвиняемый, Апостол затем даже не призывался к допросу, и наказание его поручено было самому Мазепе, который оправдал его и написал о нём Петру: «Апостол породы волошской, человек от отца заслуженный в войске, воин добрый, из всех полковников давнейший, старейший, знатный, заслуживший честь и любовь от всех полков».
В 1708 году Мазепа присоединился к шведскому королю, Апостол находился при нём. Когда же «удача Карла предала», Апостол был послан к Петру от Мазепы с предложением выдать шведского короля и генералов, если ему возвратят гетманское достоинство. Вскоре Апостол написал поздравление новому гетману — Скоропадскому, где просил ходатайствовать за него перед царем.
В 1722 году Апостол отправлен с 10000 казаков на Персию; отряд этот участвовал при заложении крепости Св. Креста при р. Сулаке (Койсу в Закавказье). Через год Апостол был сменён лубенским полковником Андреем Маркевичем и отправлен на Коломаку охранять границу от татар и нелояльных запорожцев.
По возвращении был вызван в Петербург, где судились П. Л. Полуботок и украинские старшины, протестовавшие против новых порядков, вводимых Петром на Украине. Они обвинялись в притеснении народа и в том, что просьбами к царю стремились остановить жалобы, на них подаваемые. Екатерина I простила и освободила старшин, но оставила их в Петербурге безвыездно, в том числе и Апостола, о котором в манифесте по этому делу говорится: «А миргородскому полковнику Апостолу, на которого от малороссийского народа в обидах челобитья хотя и не явилось, однако же он, будучи в полках на Коломаке, в челобитной, присланной к нему от старшин, многое переправил и некоторые пункты прибавил, и приложа сам руку, других полковников и полковую старшину прикладывать также заставлял — жить также в Петербург бессъездно».
Вскоре Апостолу позволено возвратиться в полк, и по упразднении Малороссийской коллегии Петром II, возвратившим казакам право избрания гетмана, 1 октября 1727 года в присутствии царского уполномоченного Федора Наумова был выбран Глуховской радой гетманом Левобережной Украины. Апостол отговаривался старостью (70 лет), но все же согласился быть гетманом. Наумов остался на службе при гетмане в должности министра-советника Войска Запорожского.
Младший сын Апостола, Павел, был послан в Петербург; к государю послана была благодарственная депутация, и сам гетман поехал с Наумовым и старейшинами в Москву на коронацию. Апостол был милостиво принят Петром II и из Москвы привез Решительные пункты — статьи, утверждённые государем, по которым восстановлены прежнее выборное управление, свой суд, войсковой скарб, уничтожены подати, наложенные Малороссийской коллегией.
В начале 1730 году Апостол снова ездил в Москву и был свидетелем кончины Петра II. Новая императрица Анна Иоанновна также милостиво отнеслась к Украине: Апостол получил ещё до 1460 дворов крестьянских на уряд, 600 рублей на содержание доктора и аптеки ежегодно из войскового скарба; убавлено число великорусских полков, стоявших на Украине, до 6-ти, прощены казаки, ушедшие с Мазепой, а самому Апостолу пожалован орден Александра Невского; однако, за прощение беглых казаков посылали насыпать земляной вал с башнями — на линию, где многие обрели могилу, изнемогая от тяжелой работы. При Апостоле казаки ходили на помощь участвовавшему в войне за польское наследство отряду Петра Ласси в Речи Посполитой.
Гетман умер от паралича в селе Сорочинцах, где проводил последние годы жизни, занимаясь разведением садов. Будучи доблестным и мужественным, Апостол, судя по запискам Марковича, был горд и мстителен, не говоря уже об общем грехе в стремлении к милостям.

## Награды
- Орден Святого Александра Невского (21.02.1731)[8]

## Семья
- Жена — Ульяна, дочь дымерского полковника Василия Искрицкого, внучатая племянница гетмана Павла Тетери. Овдовев, Ульяна Васильевна была утверждена в наследстве и пожалована пенсией в 3000 рублей. Умерла в 1742 году. В браке родились семь дочерей и четыре сына, в том числе:
- Иван.
- Павел — избран миргородским полковником в день избрания отца в гетманы; детей не было.
- Петр — лубенский полковник с 1728 года.
- Василий (умер молодым, оставил сына Якова).
- Марфа; её муж — полтавский полковник Василий Кочубей.
- Анна; её муж — нежинский наказной полковник Лукьян Жураковский.
- Прасковья; первый муж — Михаил Дунин-Борковский, второй — генеральный подскарбий Михаил Скоропадский.
- Татьяна; её муж — бунчуковый товарищ Иван Ломиковский.
- Мария; её муж — прилуцкий полковник Андрей Горленко. В этом браке родился епископ Иоасаф Белгородский.
- Анна; её муж — войсковой товарищ Пётр Кулябко.

Род Апостолов угас со смертью правнука гетмана, после чего фамилию «Апостол» принял потомок Даниила Павловича по женской линии — Иван Муравьёв.

## Память
В 2001 году была выпущена почтовая марка Украины, посвященная Апостолу, в 2010 году — памятная монета в 10 гривен.
Владимир Зеленский присвоил в 2020 году 44-й отдельной артиллерийской бригаде Сухопутных войск ВСУ почётное наименование «имени гетмана Данила Апостола».